# Delegazione apostolica di Frosinone
La delegazione apostolica di Frosinone fu una suddivisione amministrativa dello Stato Pontificio. Comprendeva originariamente la parte centro - settentrionale delle province italiane di Frosinone e Latina e la parte meridionale della provincia di Roma.
Nella sua conformazione definitiva confinava a sud e a est con il Regno delle Due Sicilie, a nord con la comarca di Roma e a ovest con la delegazione di Velletri. Possedeva inoltre un'exclave in territorio napoletano, corrispondente al governo di Pontecorvo.
Era una delegazione di 2ª classe.

## Istituzione
La delegazione fu istituita per la prima volta da papa Benedetto XIV sulla base della preesistente provincia di Campagna e Marittima. Il pontefice mantenne la ripartizione in due distretti e la collocazione del capoluogo a Frosinone.

## Soppressione napoleonica

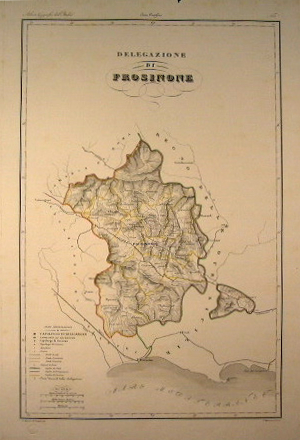
La delegazione di Frosinone nel 1842 (dall'Atlante geografico dell'Italia)

Durante l'effimera Repubblica Romana (1798-1799) il territorio dello Stato Pontificio fu diviso in otto dipartimenti. La delegazione di Frosinone venne soppressa e confluì nel dipartimento del Circeo, con capoluogo Anagni. Il dipartimento era suddiviso in 18 cantoni, che facevano capo a tre tribunali (Anagni, Veroli e Sezze). Frosinone divenne capoluogo di cantone sotto la giurisdizione del tribunale di Veroli.
Caduto il regime repubblicano le istituzioni pontificie furono ripristinate, ma vennero di nuovo meno nel 1809, con l'invasione napoleonica dello Stato della Chiesa. Il territorio frusinate entrò a far parte del dipartimento del Tevere, con capoluogo a Roma. Sul modello dell'arrondissement francese i due distretti furono rinominati circondari (di Frosinone e di Velletri).

## Restaurazione

### Delegazione di seconda classe

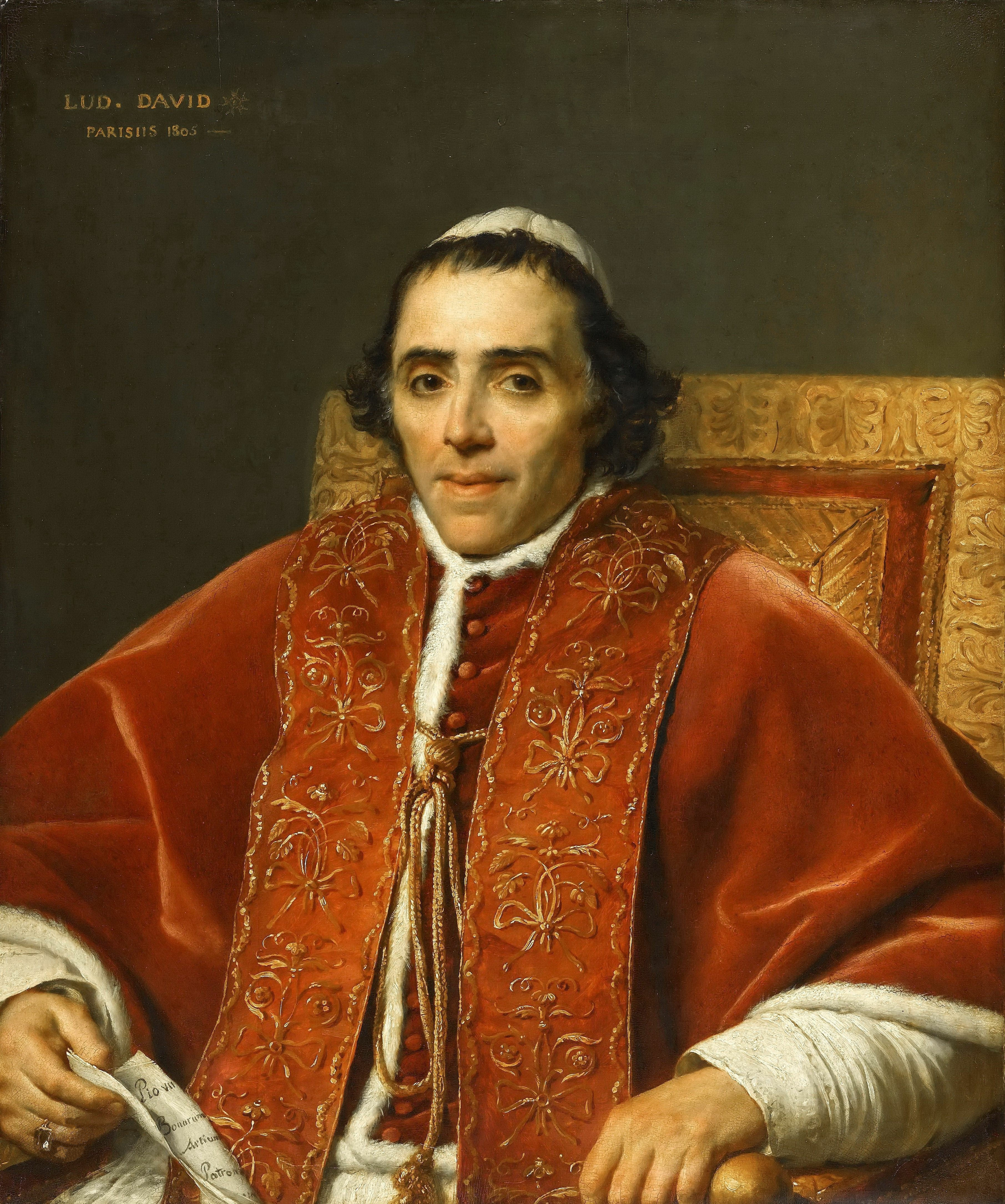
Papa Pio VII in un dipinto del David

Intervenuti il Congresso di Vienna e la Restaurazione, la Chiesa attuò una complessiva riforma amministrativa territoriale con il motu proprio Quando per ammirabile disposizione di papa Pio VII (6 luglio 1816). La delegazione di Frosinone venne ripristinata e suddivisa in quattro distretti. La riforma ricalcava vagamente la vecchia conformazione amministrativa: entro il distretto di Roma furono incluse le delegazioni di seconda classe (Frosinone e Viterbo) e di terza (Civitavecchia e Rieti).

### Smembramento
Con il motu proprio Nel compiere il primo anno (21 dicembre 1827) papa Leone XII ripartì nuovamente la delegazione in due distretti (Frosinone e Pontecorvo).
Un mutamento più radicale fu prodotto invece dal motu proprio Luminose prove di Gregorio XVI (1º febbraio 1832), reso operativo dalla notificazione del cardinal Bernetti (6 febbraio). L'atto istituiva infatti la delegazione di Velletri, rendendola autonoma da Frosinone e assegnandole giurisdizione sul territorio pontino e lepino dell'antica Marittima. La variazione entrò nel nuovo riparto territoriale pontificio del 1833.
Il territorio residuo della giurisdizione di Frosinone era suddiviso nei governi di Alatri, Anagni, Ceccano, Ceprano, Ferentino, Guarcino, Monte San Giovanni, Paliano, Piperno, Vallecorsa, Veroli. Il distretto di Pontecorvo comprendeva solo il governo e il comune di Pontecorvo.

### Legazione di Marittima e Campagna
Dopo la breve parentesi della Repubblica Romana del 1849, Pio IX, tornato a Roma dall'esilio, promosse una nuova riforma territoriale con un editto sul governo delle province e sull'amministrazione provinciale. La delegazione di Frosinone fu inclusa nella Legazione di Marittima e Campagna (IV Legazione), con capoluogo Velletri.

## Unità d'Italia

### Circondario di Frosinone

Dopo l'Unità d'Italia il palazzo della delegazione apostolica di Frosinone divenne sede della sottoprefettura

Nel 1861 l'exclave di Pontecorvo fu definitivamente annessa al Regno d'Italia. L'intera delegazione pontificia cessò di esistere con la presa di Roma (20 settembre 1870). Dalle sue ceneri nacque il circondario di Frosinone della provincia di Roma.

## Lingua e dialetti
È notorio che la lingua ufficiale dello Stato Pontificio fosse il latino.. Nella Delegazione di Frosinone prevalevano dialetti di tipo mediano, più precisamente il dialetto laziale centro-settentrionale nelle sue varianti locali (attualmente impropriamente definite come "dialetto ciociaro"), o altri dialetti di transizione tra il laziale centro-settentrionale ed il dialetto laziale meridionale. A sud dell'area in questione, nella parte più settentrionale della Terra di Lavoro e fino all'odierno confine regionale del Lazio prevalgono dialetti laziali meridionali, propriamente detti, simili alla lingua napoletano sul piano del vocabolario, ma con svariati elementi, in forma minore, dei dialetti abruzzesi (fonetica), laziale centro-settentrionale ed anche romanesco. Stesso discorso si può fare per la città di Pontecorvo (enclave pontificia in territorio borbonico) che ha un dialetto meridionale "infiltrato" da elementi dei dialetti mediani. Nella ex delegazione di Frosinone vi sono dialetti con intonazione estremamente segnata e a vocali "piene" (soprattutto quelli dei Monti Lepini) e altri (come ad esempio quelli di Frosinone e Terracina) che hanno in conguaglio in "e" della vocale finale ("schwa velarizzato").. Tuttavia è possibile trovare molte affinità strutturali tra i dialetti della ex delegazione di Frosinone e i dialetti della parte attuale delle province di Frosinone e Latina appartenute al Regno di Napoli.

## Legati, governatori e delegati apostolici
- Gregorio Crescenzi, legato (1180) ...
- Giovanni Colonna, legato (1216)
- Giovanni Battista Cicala, legato con Girolamo Federici pro-legato (1553)
- Remulo Valenti, governatore (24 febbraio 1579)
- Marcantonio Colonna, legato (4 settembre 1585)
- Domenico Ginnasi, vice legato (4 febbraio 1586)
- Ottaviano Prati, governatore (29 giugno 1653)
- Marcantonio Vincentini, governatore (2 dicembre 1660)
- Giovanni Francesco Negroni, governatore (6 luglio 1666)

I seguenti furono tutti governatori:
- Marcello Durazzo (18 aprile 1668)
- Giuseppe Estense Mosti (14 dicembre 1668)
- Giovanni Battista Rubino (14 gennaio 1673)
- Lorenzo Maria Fieschi (2 maggio 1674)
- Francesco Carafa (21 dicembre 1675)
- Giacomo Giandemaria (17 febbraio 1684)
- Bernardino Inghirami (31 agosto 1686)
- Nicola Grimaldi (10 maggio 1687)
- Lorenzo Gherardi (18 novembre 1689)
- Carlo Bichi (17 agosto 1691)
- Michelangelo Conti, Governatore Generale (15 novembre 1692)
- Francesco Maurizio Gonteri, Governatore Generale (27 aprile 1695)
- Giovanni Salviati, Governatore Generale (27 gennaio 1701)
- Marcello Albergotti, Governatore Generale (21 gennaio 1702)
- Camillo Cellesi, Governatore Generale (16 febbraio 1703)
- Francesco Abbati Foscari, Governatore Generale (5 gennaio 1705)
- Abondio Rezzonico, Governatore Generale (21 ottobre 1706)
- Valerio Rota, Governatore Generale (9 settembre 1709)
- Giacinto Pilastri, Governatore Generale (8 maggio 1714)
- Giovanni Francesco Leonino, Governatore Generale (19 aprile 1717)
- Ludovico Anguisciola, Governatore Generale (19 luglio 1721)
- Monsignor Flavio Ravizza, Governatore Generale (19 agosto 1722)
- Monsignor Cosimo Imperiali, Governatore Generale (16 ottobre 1730)
- Monsignor Carlo Francesco Durini, Governatore Generale (1º luglio 1732)
- Monsignor Enrico Enriquez, Governatore Generale (23 dicembre 1734)
- Monsignor Flavio Ravizza, Governatore Generale (30 aprile 1738)
- Monsignor Angelo Locatelli Martorelli, Governatore Generale (3 aprile 1743)
- Monsignor Carlo Gonzaga, Governatore Generale (4 maggio 1744)
- Monsignor Saverio Dattilo, Governatore Generale (13 settembre 1749)
- Monsignor Paolo Girolamo Massei, Governatore Generale (19 giugno 1751)
- Monsignor Ippolito Francesco Rasponi, Governatore Generale (17 dicembre 1753)
- Monsignor Raniero Finocchietti, Governatore Generale (10 marzo 1755)
- Monsignor Quirico Bolognini, Governatore Generale (28 gennaio 1758)
- Monsignor Giovanni Vitellio Vitelleschi, Governatore Generale (19 febbraio 1760)
- Monsignor Benedetto de Lo Presti, Governatore Generale (28 novembre 1764)
- Monsignor Muzio Gallo, Governatore Generale (5 ottobre 1765)
- Monsignor Giovanni Battista Bussi de Pretis, Governatore Generale (15 novembre 1766)
- Monsignor Giovanni Battista Baldassini, Governatore Generale (7 aprile 1780)
- Monsignor Giovanni Battista Mirelli, Governatore Generale (12 ottobre 1785)
- Monsignor Francesco Maria Cacherano, Governatore Generale (13 dicembre 1789)
- Monsignor Gaudenzio Antonini, Governatore Generale (15 ottobre 1792)
- Monsignor Giovanni Carlo Borromeo, Governatore Generale (26 ottobre 1796)
- Monsignor Luigi Lancellotti, Governatore Generale (2 febbraio 1800)
- Monsignor Francesco Brivio, Governatore Generale (4 marzo 1803)
- Monsignor Cesare Nembrini Pironi Gonzaga, Governatore Generale (26 luglio 1807)
- Monsignor Fabrizio Turriozzi, Governatore Generale (6 agosto 1808), delegato apostolico dal 1814

I seguenti furono delegati apostolici:
- Monsignor Bres[7] (23 marzo 1816)
  - Tiberio Pacca, commissario apostolico (1817)
- Ludovico Luigi Ugolini (9 dicembre 1819)
- Vincenzo Brenciaglia (10 gennaio 1820)
- Agostino Olivieri (17 maggio 1823)
- Giovanni Antonio Benvenuti, delegato straordinario e visitatore apostolico (3 luglio 1824)
- Luigi Ciacchi (2 luglio 1827)
- Giovanni Serafini (1829)
- Gioacchino Provenzali (1830)
- Domenico Savelli (1834)